# Hrvatski pisci iz BiH, R
- Radeljković, Zvonimir, (Tuzla, 26. listopada 1943.), književni kritičar, prevoditelj i pjesnik
- Radić, Miroslav, (Bugojno, 1962.), pjesnik
- Radnić, Mihovil, (Kaloča, 1636. – Budim, 26. rujna 1707.), pisac
- Raguž, Ivo, (Barani, Stolac, 3. siječnja 1957.), pjesnik
- Ramljak, Ivan Ićan, (Čitluk pokraj Posušja, 16. siječnja 1928. – Zagreb, 20. kolovoza 2006.), pisac za djecu i publicist
- Raspudić, Gracijan, (Lipno, Ljubuški, 25. veljače 1911. – Chicago, 7. svibnja 1989.), romanopisac i esejist
- Rašić, Jure (Gornja Lupljanica, Derventa, 10. travnja 1945.), pjesnik
- Rebac, Lovro, (Gabela, Čapljina, 1915.), pjesnik
- Remeta, Zvonimir, (Klobuk, Ljubuški, 12. prosinca 1909. – Sarajevo, 15. veljače 1964.), romanopisac
- Roje, Željko, (Sarajevo, 29. siječnja 1948.), pjesnik i romanopisac
- Rorić, Ivica Vanja,  (Foča kod Doboja, 17. siječnja 1951.), pisac za djecu
- Rubić, Stojan Stanko, (Tomislavgrad, 27. siječnja 1877. – Tasovčići, 4. lipnja 1904.), pjesnik, pripovjedač, istraživač narodnoga blaga